# Laptyev-tenger
A Laptyev-tenger a Jeges-tenger egyik peremtengere az oroszországi Szevernaja Zemlja- (Északi-föld-) és Új-szibériai-szigetek között.
Nevét Hariton Prokofjevics Laptyev és Dmitrij Jakovlevics Laptyev orosz felfedezőkről kapta.

## Fekvése, földrajzi helyzete
Nagyságát tekintve a különböző források eltérő adatokat említenek:
| Forrás | Területe        | Víztömege   | Közepes mélysége | Legnagyobb mélysége |
| ------ | --------------- | ----------- | ---------------- | ------------------- |
| a      | 650 000 km²     | 338 000 km³ | 519 m            | 2980 m              |
| b      | 662 000 km²     | 353 000 km³ | 533 m            | 3385 m              |
| c      | kb. 700 000 km² | 403 000 km³ | 578 m            | 3385 m              |

Nyugaton a Tajmir-félsziget és a Szevernaja Zemlja szigetcsoport keleti partvidéke határolja. Északi határa a Szevernaja Zemljához tartozó Komszomolec-sziget északi csúcsa és az Új-szibériai-szigetekhez tartozó Kotyelnij-sziget északi csúcsa közötti képzeletbeli vonal. Keleten a Kotyelnij-sziget, a Kis- és a Nagy Ljahov-sziget nyugati partjai képezik a határt, a szárazföldi partvonalon pedig a Szvjatoj Nosz-fok.
A nyugatabbra fekvő Kara-tengerrel a Vilkickij- és a Sokalszkij-szoros, keleten a Kelet-szibériai-tengerrel a Szannyikov-szoros és a szárazföldet a szigetektől elválasztó Dmitrij Laptyev-szoros köti össze.
Oroszország sarkvidéki peremtengerei közül a Laptyev-tenger a legmélyebb. Bár a sekély, 50 m-es mélységet sok helyen el sem érő szárazföldi talapzaton fekszik, de északi részén a tengerfenék meredeken szakad le a 2000 m-es vagy még nagyobb mélységbe az óceán felé.
Partvidéke meglehetősen tagolt; nyugaton jobban, keleten kevésbé. Kisebb szigetcsoportjai: a Komszomolszkaja Pravda-, a Vilkickij- és a Faggyej-szigetek. Magukban álló jelentősebb szigetek: nyugaton a Sztarokadomszkij- és a Kis Tajmir-sziget; a Hatanga-öböl kijáratánál a Nagy Begicsev-sziget; keleten a Sztolbovoj- és a Belkovszkij-sziget.
A tengerbe, illetve öbleibe ömlő legnagyobb folyók: a Hatanga, az Anabar, az Olenyok, a Léna, a Jana és az Omoloj. A két előző tölcsértorkolattal, az utóbbiak deltát alkotva ömlenek a tengerbe. A Léna hatalmas deltájának nagy része természetvédelmi terület. A folyók által a tengerbe szállított víztömeg mintegy 90%-a nyáron (júniustól szeptemberig) érkezik; az évi teljes mennyiség 70%-át a Léna, közel 15%-át a Hatanga adja. A legnagyobb öblök is a folyótorkolatoknál alakultak ki:
- Hatanga-öböl
- Anabar-öböl
- Olenyok-öböl
- Buor-Haja-öböl
- Jana-öböl

## Éghajlat, vízhőfok, sótartalom
A Laptyev-tenger egyike Oroszország leghidegebb tengereinek. A levegő januári középhőmérséklete –26–29 °С (–31–34 ?); a júliusi északon 0–1 °С, délen 5–7 °С. A partokon augusztusban a legmagasabb hőmérséklet elérheti a 22–24 °С-ot; a zárt öbölben fekvő Tyikszi kikötőben már 32,7 °С-t is mértek.
A víz hőmérséklete az év nagy részében fagypont körül mozog. Télen a felületen általában –0,8–1,7 °C, nyáron északon 1, a központi részeken +3–5 °C, de délen, a Buor-Haja-öbölben a víz akár +10–14 °C-ig is fölmelegszik. Általában nyugaton a víz hidegebb, mint keleten, ahová a melegebb vizet szállító folyók többsége torkollik.
A tenger sótartalma 20–30 ezrelék között mozog, délkelet felől északnyugat és észak felé növekszik. A jégképződés miatt télen, amikor a folyókon amúgy is kevés víz érkezik, a sótartalom lényegesen megnő. Nyáron különösen a folyótorkolatoknál erősen lecsökken.
A jégképződés szeptember végén, délen októberben kezdődik. Az év nagy részében (októbertől májusig) a tengert különböző korú és fajtájú jég borítja. A keleti sekélyebb területeken, ahol a vízmélység a parttól néhány száz km-re is legfeljebb 25 m, parti jég keletkezik, vastagsága akár a 2 m-t is eléri. Ez a mozdulatlan parti jég a tenger teljes felületének mintegy 30%-ára terjed ki. A nyugati, északnyugati részen a parti jég kevéssé jelentős, egyes években pedig teljesen hiányzik. Az olvadás júniusban kezdődik. A jégpáncél nyugaton később olvad meg, mint keleten, ahová a nagy folyók több vizet szállítanak. A Tajmir-félsziget északi csúcsánál, a Vilkickij-szoros nagy jégtorlaszai csak lassan olvadnak el. Augusztusra a vízfelület nagy részéről a jég eltűnik.
Az árapály mértéke nem jelentős, általában csak kb. 50 cm; a Hatanga-öbölben azonban, amelynek mélysége is, szélessége is a torkolat felé fokozatosan csökken, ez az érték meghaladja a két métert. A dagály hulláma a folyón fölfelé közel 500 km-en érezteti hatását, ami igen ritka jelenség.

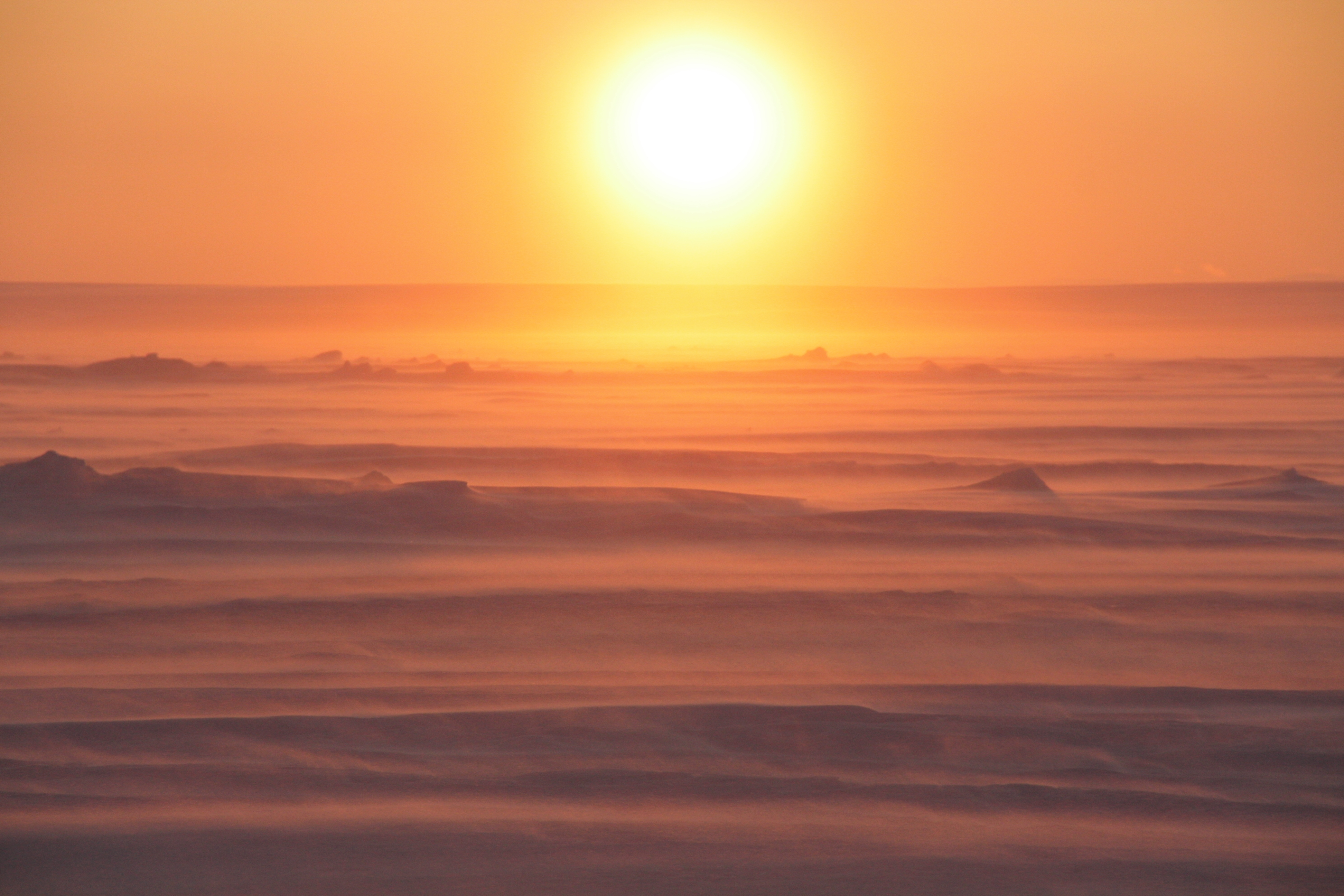
Naplemente a Laptyev-tengernél
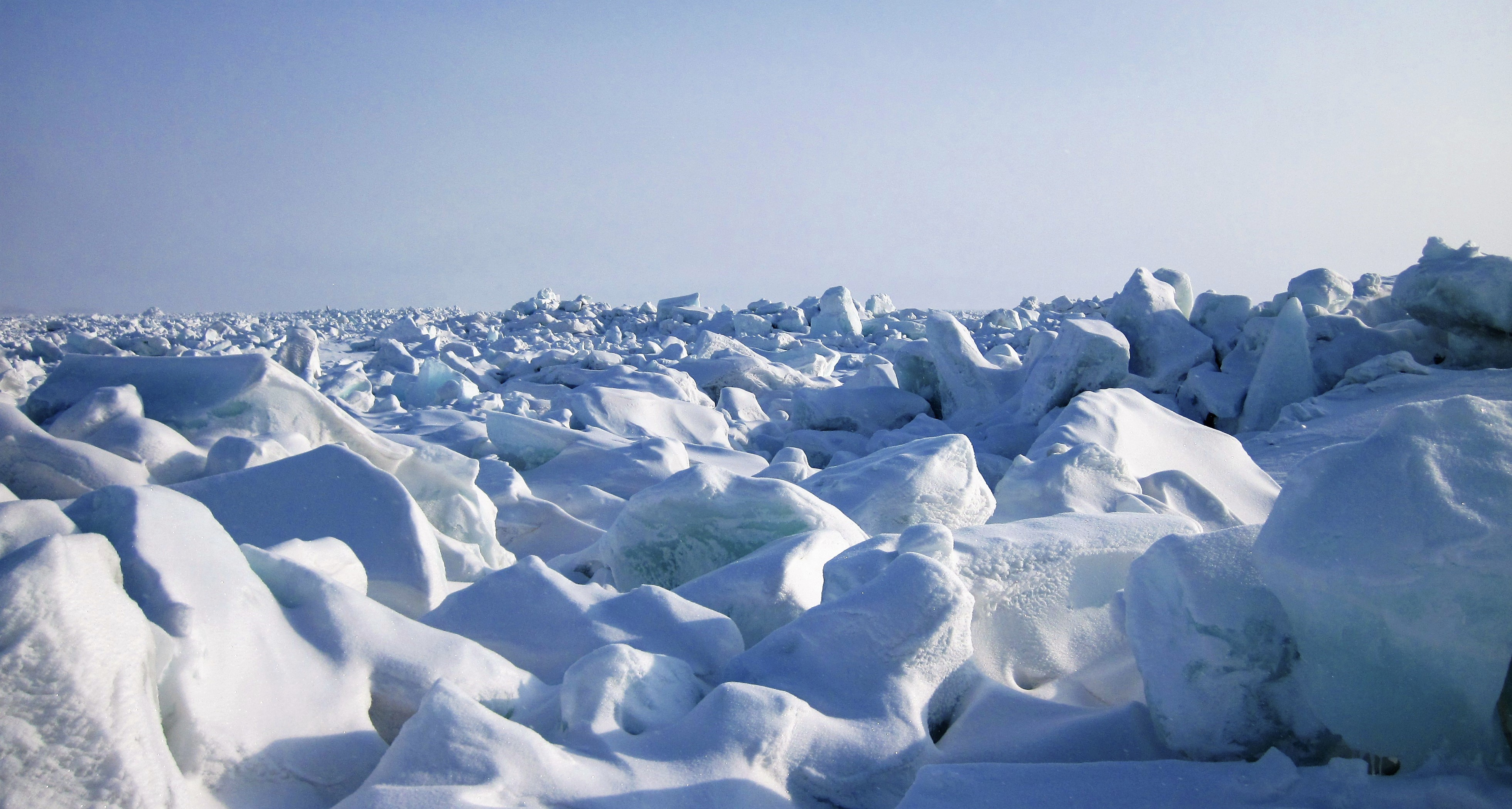
Jég bordák a Laptyev-tengeren
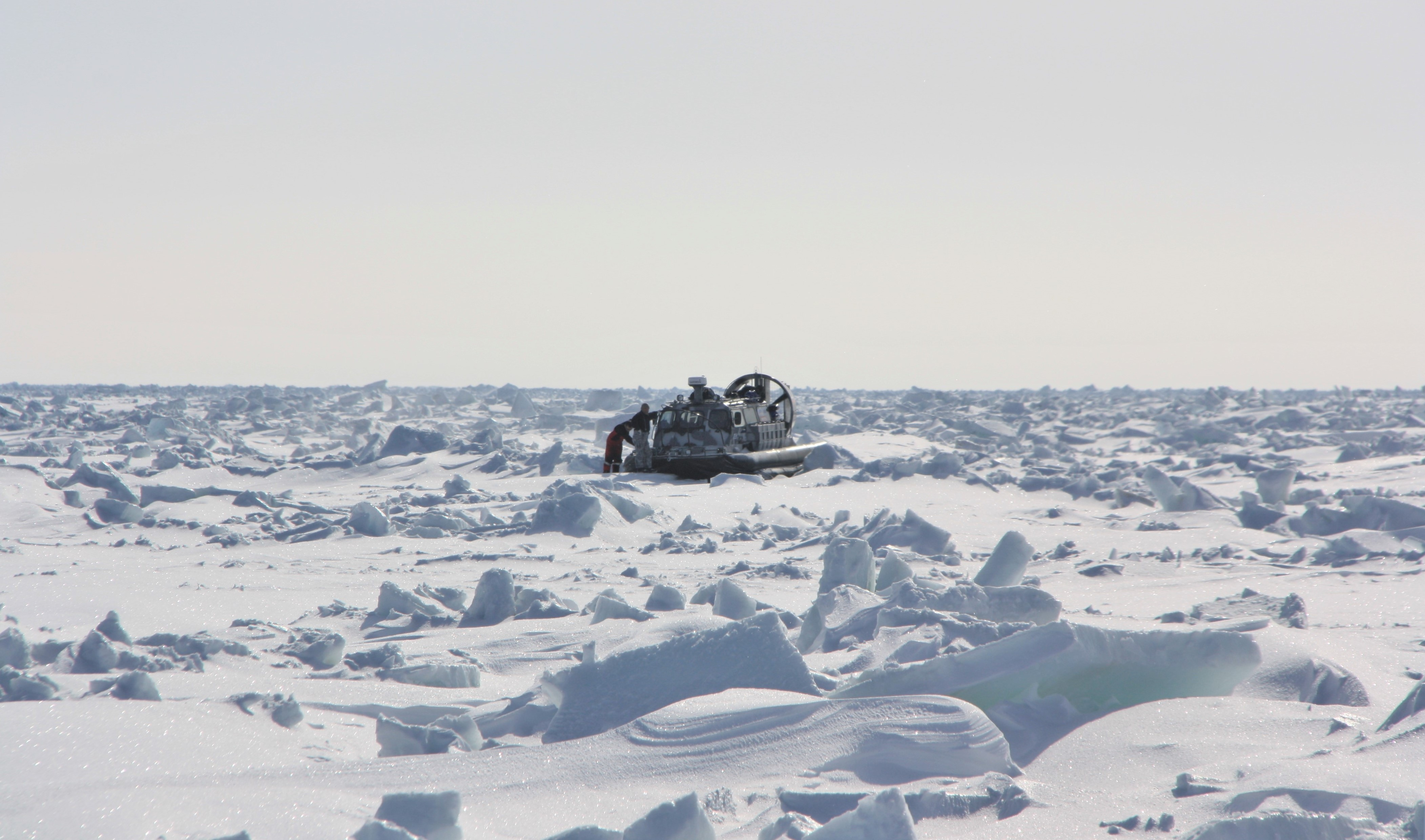
Csónak, légpárnás Hivus-10 a Laptev-tenger